# Louise Blanchard Bethune
Pour les articles homonymes, voir Blanchard et Bethune.
Louise Blanchard Bethune (21 juillet 1856 - 18 décembre 1913), est la première femme américaine connue à exercer la profession d'architecte. Née à Waterloo, dans l'État de New York, Bethune travaillera essentiellement à Buffalo dans son cabinet, connu sous le nom de Bethune, Bethune & Fuchs. Elle sera également la première femme à faire partie de la American Institute of Architects.
Au courant de sa carrière d'architecte, Bethune et son cabinet conçoivent plusieurs bâtiments de différents types, mais c'est avec la commission du projet de l'Hôtel Lafayette à Buffalo qu'elle fait entrer sa carrière dans l'histoire de l'architecture.
Bethune aura une grande influence aux États-Unis pour son dévouement au métier d'architecte, mais aussi pour son engagement auprès du mouvement féministe, qui permettra à de nombreuses femmes de suivre ses traces professionnelles.

## Biographie

### Enfance, formation et famille

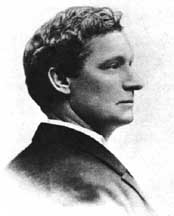
Le mentor de Louise, Richard A. Waite.

Louise Blanchard Bethune, née sous le nom de Jennie Louise Blanchard, est la fille unique de ses deux parents. Sa mère Emma Melona Blanchard et son père Dalson Wallace Blanchard sont tous deux des enseignants, et auront un grand impact sur sa réussite académique. En plus de sa grande implication dans ces études, dès son jeune âge, elle dessinait des maisons. La famille Blanchard décide de déménager à Buffalo lorsque Louise est enfant, à la recherche de meilleures conditions éducatives et professionnelles.
En 1874, Louise est diplômée avec mention de la Buffalo High School (maintenant Hutchinson Central Technical High School). C'est dès son parcourt à la Buffalo High School qu'elle commence à s'intéresser à l'architecture. Elle documentera plus tard qu'une partie de sa passion pour l'architecture vient du livre A Woman of the Century de Frances Willard. Après avoir découvert une passion pour le domaine de l'architecture, Louise postule à l'université Cornell. Cependant, après avoir reçu une offre d'emploi de Richard A. Waite, elle décide de débuter officiellement sa carrière d'architecte en 1876, en travaillant comme dessinatrice pour cet architecte d'origine anglaise. À cette époque, il était courant d'acquérir de l'expérience par le biais d'un stage, plutôt que par les études. Elle travaillera pour Richard A. Waite à Buffalo de 1876 à 1881.
En 1877, Robert Armour Bethune rejoint le cabinet d'architecture de Richard Waite, où il rencontre Louise. En 1881, ils se marient, faisant ensemble de nombreux projets. En 1883, ils ont un fils, Charles William Bethune. Charles, comme ses deux parents, prendra son futur professionnel à cœur et étudiera à l'école de médecine de l'université de Buffalo. Il suivra un cours de troisième cycle en urologie à la Harvard Medical School et deviendra chef de service à l'hôpital Sisters of Charity de Buffalo en 1908.  

## Carrière
Louise Bethune marque l’histoire de l'architecture à plusieurs reprises dès ses débuts professionnels, à la fin du XIXe siècle. En 1881, elle devient la première femme architecte professionnelle à ouvrir son propre cabinet à Buffalo. Ce cabinet sera connu sous le nom de Bethune, Bethune & Fuchs lorsque son mari Robert Bethune et l'architecte William Fuchs le rejoindront en tant qu'associés. En 1885, elle rejoint la Western Associate of Architects. C’est ensuite en 1888 qu'elle est admise au sein de l'American Institute of Architects. Louise sera la première femme à être acceptée dans ces deux organisations, qui lui donneront officiellement son statut d’architecte à l'échelle nationale. C’est ainsi qu'elle commence son engagement dans le monde de l’architecture et qu’elle influencera le rôle des femmes dans cette profession.
Avec l’influence de ses deux parents professeurs, Bethune commence sa carrière principalement dans la conception d’écoles. En revanche, elle ne s'est pas spécialisée puisqu'elle croyait en l'importance de se démarquer dans tous les aspects pratiques de l'architecture. Selon les préférences de sa clientèle et du marché, le cabinet Bethune, Bethune & Fuchs conçoit différents types de bâtiments à l'échelle commerciale, résidentielle, industrielle, hospitalière, entre autres. Malgré leurs quelques projets résidentiels, Louise n'était pas en faveur de ce type de projet en raison des inégalités salariales. Elle a majoritairement axé sa carrière sur la conception commerciale.
En 1891, Louise a l'opportunité de participer au concours pour le Woman's Building à la World's Columbian Exposition. Pour y participer, les organisateurs sélectionnaient uniquement des architectes masculins et leur proposaient une commission, tandis que les femmes architectes devaient participer à leurs frais personnels. De plus, la commission offerte à l'architecte gagnante était de 1 000 $ alors que les hommes gagnaient 10 000 $. Malgré l'invitation de son collègue Daniel Burnham, Louise refusera d'en faire partie. Elle ne souhaitait pas soutenir un concours qui ne mettait pas les hommes et les femmes sur un pied d'égalité. Bien que cette action ait ralenti sa carrière, l'empêchant de travailler avec des architectes réputés, elle lui a permis d'exprimer son engagement en faveur du mouvement pour l'égalité  professionnelle des femmes.

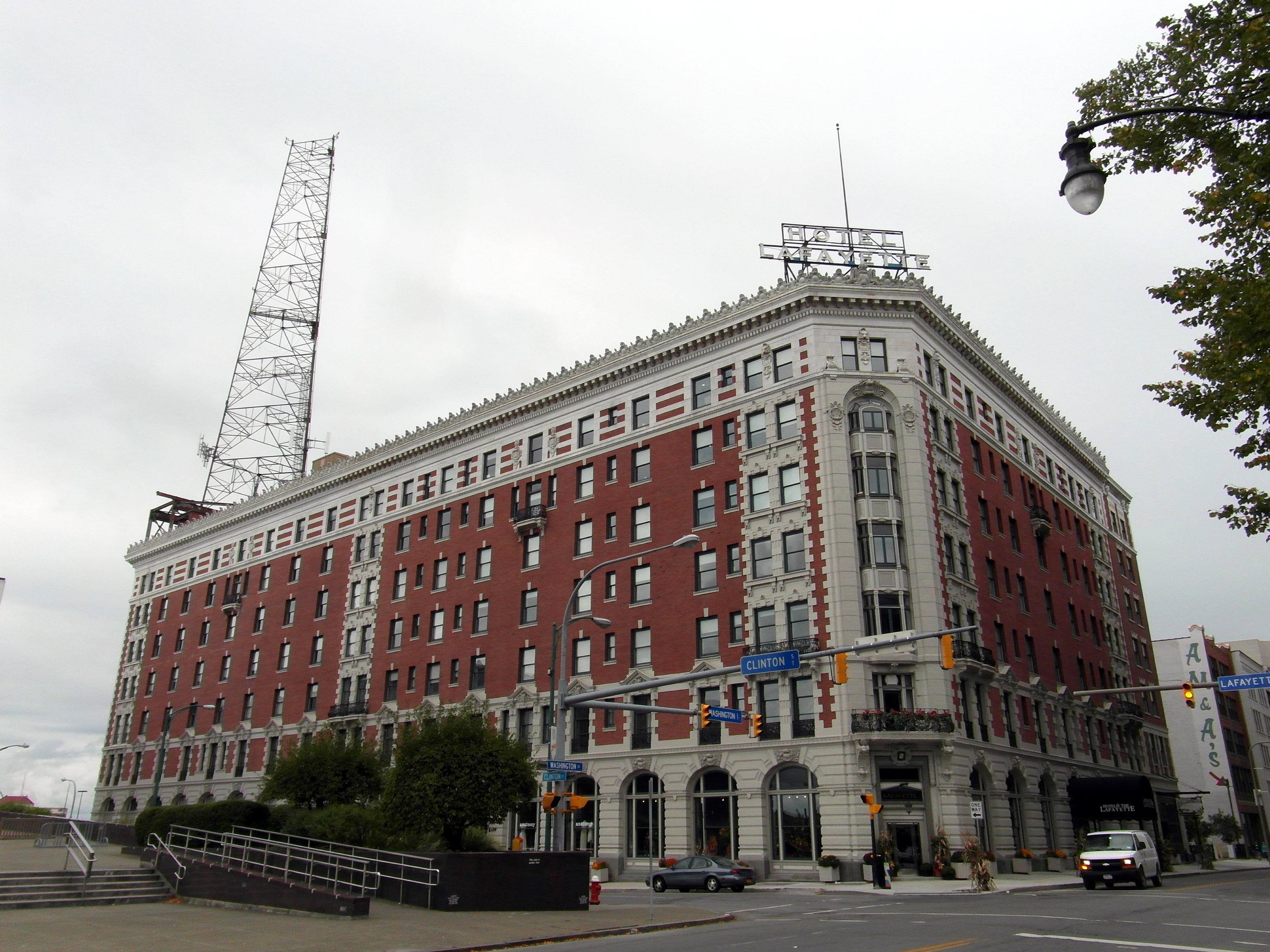
Hôtel Lafayette, Buffalo, New York, en 2012.

Un moment historique dans la carrière de Louise s'est produit au début du XXe siècle lorsqu'elle a eu l'occasion de concevoir le design d'un bâtiment d'importance nationale, le projet de l'Hôtel Lafayette à Buffalo, qui a ouvert ses portes en 1904. La commission de ce projet était près d'une valeur de 1 000 000 $. Cette création de grande envergure permettra à Louise de mettre en valeur son talent d'architecte dans un projet qui obtiendra une attention nationale. Tout au long de sa carrière, Louise était grandement influencée par les styles architecturaux de la Renaissance et du style roman. Son design de cet hôtel est le meilleur exemple de la combinaison de ces styles. En 2012, l'Hôtel Lafayette, d'une grande importance à Buffalo, a été restauré, par le développeur Rocco Termini, afin de retrouver son ampleur d'origine. Ces rénovations ont permis de préserver l'héritage de Louise au fil du temps.
Louise travaillera sur d'autres projets importants durant sa carrière, dont plusieurs école pour le district scolaire public de Buffalo, le 74e Armurerie du Régiment à Buffalo en 1886 ou encore la Lockport High School à Lockport en 1890.
Au cours de sa carrière et jusqu'au début du XXe siècle, Louise et son cabinet conçoivent près de 180 bâtiments, principalement à Buffalo. La grande majorité de ses créations les plus connues ont à ce jour été démolies en raison de l'expansion et de la reconstruction des villes en Amérique du Nord qui souhaitaient se moderniser, au milieu du XXe siècle.

## Influence

### Pour l'architecture et les femmes
Louise Bethune a grandement influencé le futur de l'architecture, notamment à Buffalo et en Nouvelle-Angleterre, ainsi que le mouvement des femmes aux États-Unis, notamment celui des femmes architectes.
Le cabinet d'architecture de Louise a été parmi les premiers aux États-Unis à concevoir une structure à l'épreuve du feu, construit en béton avec un châssis en acier. Son cabinet a aussi contribué à établir des normes pour l'architecture des bâtiments scolaires aux États-Unis, quand il a participé à la conception des écoles publiques de Buffalo. Ces écoles avaient des salles séparées pour les enfants de différents âges, de la plomberie intérieure, et des escaliers pour l'évacuation. Les normes établies par Bethune, Bethune & Fuchs pour les bâtiments scolaires sont toujours utilisées aujourd'hui.
Louise est surtout connue pour son rôle dans le mouvement des femmes. En revanche, malgré son influence auprès de celles-ci, Bethune s'est toujours considérée comme une femme d'affaires plutôt qu'une féministe. Comme architecte, elle travaillait dans un secteur d'emploi où les hommes étaient majoritaires, et où il y avait d'importants obstacles pour les femmes. Son cabinet travaillait sur des projets résidentiels, mais Louise savait qu'elle ne pouvait pas se contenter de ce type de travail puisque les rémunérations n'étaient pas équitables. Elle craignait également que les femmes soient limitées à ce type de création, c'est pourquoi elle s'est concentrée sur des projets commerciaux plus importants avec une échelle de projets réservés aux hommes. Comme elle était la première femme architecte professionnelle et la première femme faisant partie de nombreuses associations d'architecture, Louise a ouvert la voie à d'autres femmes architectes. Elle a suivi l'admission des femmes dans les écoles d'architecture, et elle n'a jamais hésité à plaider en faveur de l'égalité salariale pour les femmes dans son domaine. En décembre 1915, après la mort de Louise, un grand nombre de femmes travaillaient dans le domaine de l'architecture aux États-Unis.
Louise n'était pas seulement une figure importante pour les femmes dans l'architecture, mais aussi dans d'autres domaines du mouvement des femmes. Elle était membre fondatrice du « Buffalo Women's Wheel and Athletic Club », le deuxième club cycliste féminin des États-Unis, créé en 1888. Louise était passionnée par le sport, et s'est fait connaître comme la première femme à acheter une bicyclette à Buffalo.
Son engagement dans sa profession d'architecte et sa motivation de percer à une époque dominée par les hommes lui ont permis de maintenir son influence chez les femmes jusqu'à ce jour. Elle a permis aux générations futurs d'architectes féminines comme Lois Howe (en), Josephine Wright Chapman (en), Mary Nevan Gannon ou encore Sophia Hayden de suivre ses traces.

### Ouvrages
- (en) Kelly Hayes McAlonie, Louise Blanchard Bethune: every woman her own architect, State University of New York Press, 2023 (lire en ligne)
- (en) Sarah Allaback, The first American Women architects, University of Illinois Press, 2008

### Articles
- (en) Sydney Franklin, « Overlooked No More: Louise Blanchard Bethune, Who Changed the Face of Buffalo », The New York Times,‎ 4 novembre 2021 (lire en ligne )

### Sites Internet
- Austin M. Fox. Louise Blanchard Bethune: Feminist and America's First Woman Architect. Buffalo Spree.https://buffaloah.com/a/archs/beth/bethfox.html
- Cerkkila. (2022). Hidden power: Louise Bethune in plain sight. SAH ARCHIPEDIA. https://sah-archipedia.org/essays/TH-01-ART-015
- Kelly Hayes McAlonie. Louise Blanchard Bethune. Pioneering Women of American Architecture. https://pioneeringwomen.bwaf.org/louise-blanchard-bethune/